# Alessi

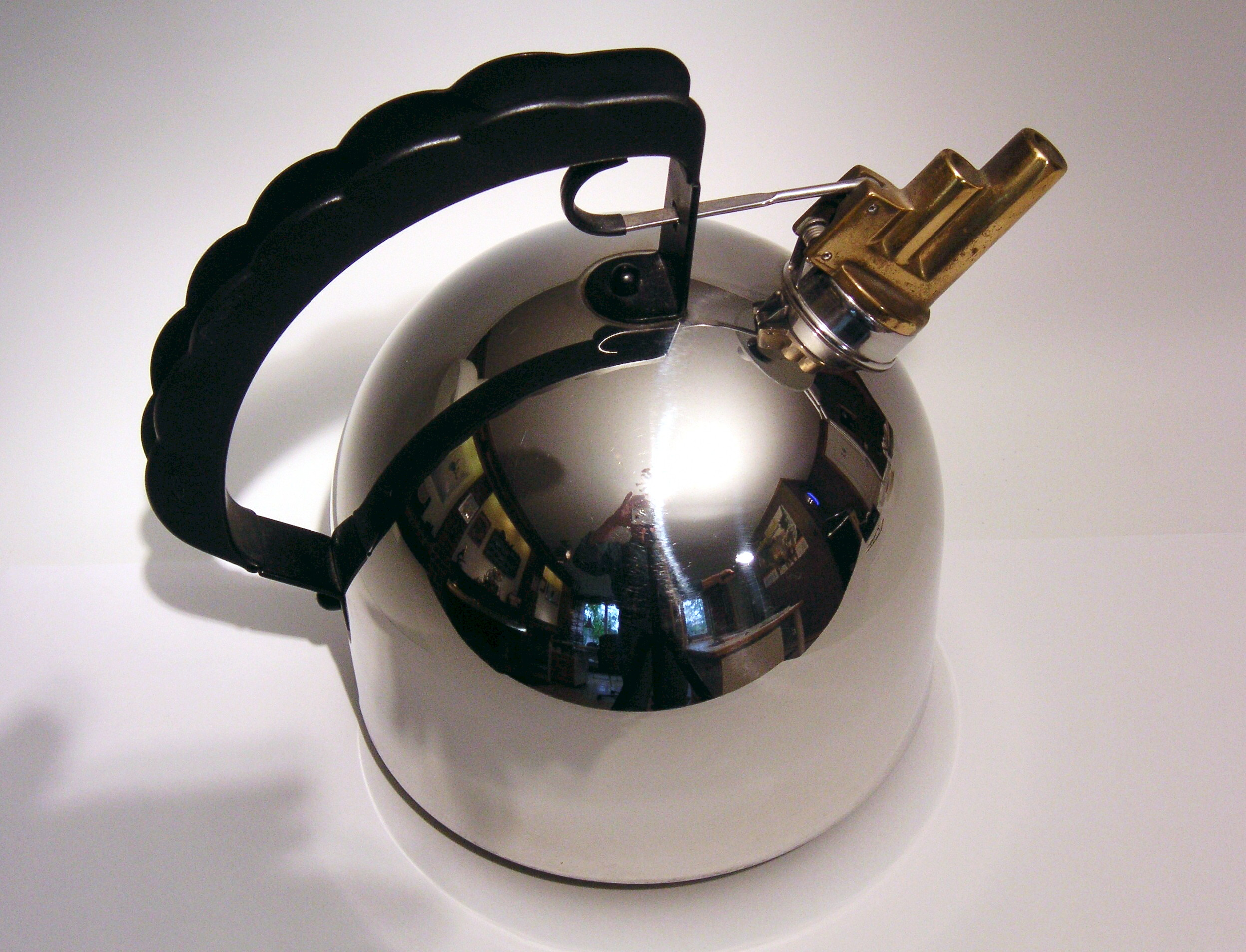
Richard Sappers flöjtkittel 9091

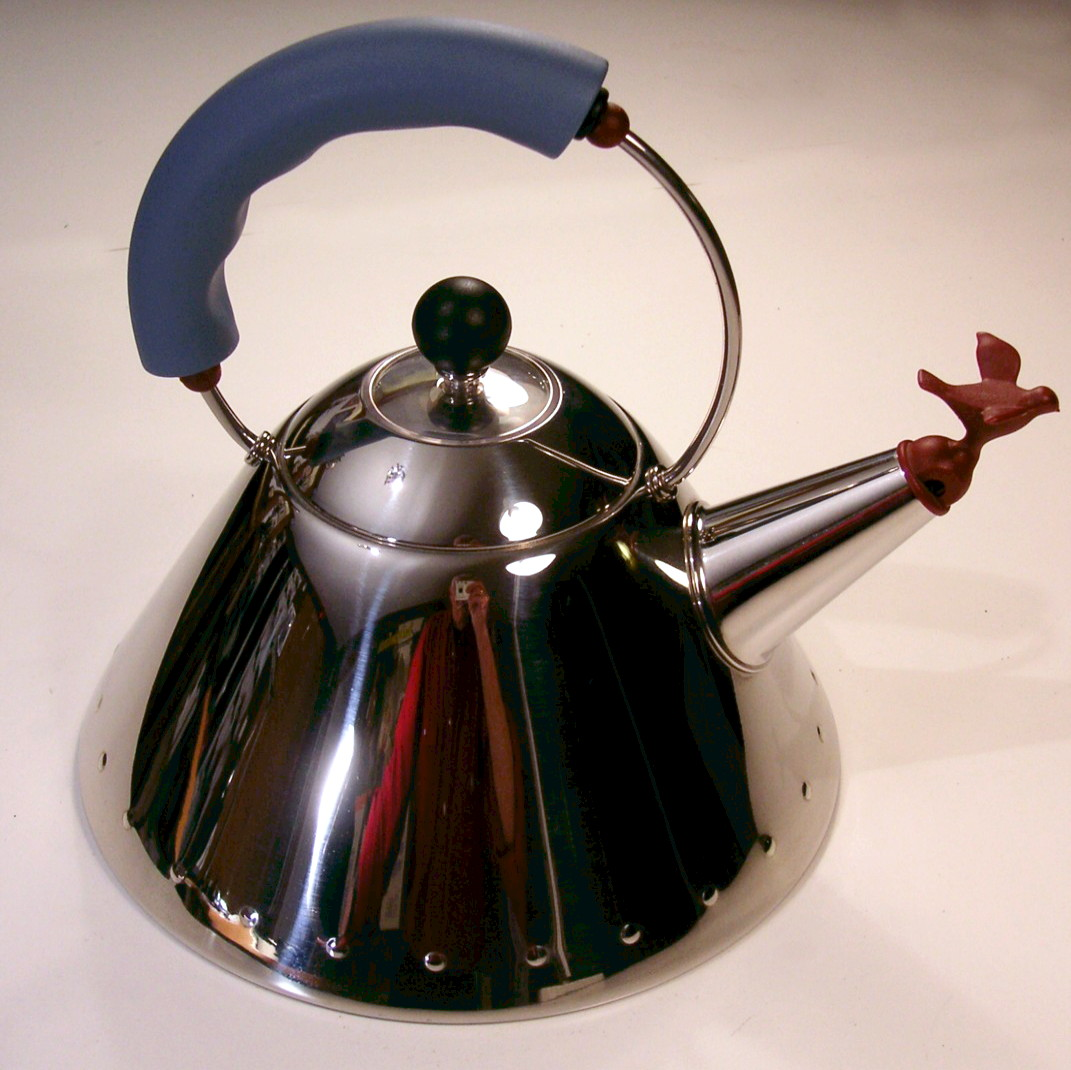
Michael Graves flöjtkittel 9093

Alessi är ett italienskt företag som är känt för sin design. Företaget som är beläget i Omegna, region Piemont, formger främst vardagsföremål för kök och badrum.
Det italienska familjeföretaget FAO (Fratelli Alessi Omegna) grundades 1921 av Giovanni Alessi, farfar till nuvarande ägaren Alberto Alessi. På 1930-talet var Giovanni Alessis son, Carlo Alessi, företagets huvudsaklige designer. Från 1955 knöt Alessi internationellt duktiga och erkända designers till sitt företag, bland dem Luigi Massoni, Philippe Starck, Michael Graves och Richard Sapper. Produktpaletten omfattar år 2002 cirka 2 000 artiklar bara för kök och många har blivit designklassiker, som exempelvis Starcks speciella citruspress Juicy Salif, Richard Sappers flöjt-vattenkittel  "9091" från 1983 och Michael Graves fågelflöjt-vattenkittel 9093 från 1984. 
Företaget sysselsätter omkring 500 anställda, omsättningen var 2002 cirka 108,5 miljoner euro och kunderna finns i 70 länder.
Ett citat av Alberto Alessi angående design: "Bra design varar evigt"

## Formgivare
Några formgivare som har arbetat för Alessi:
- Luigi Massoni
- Ettore Sottsass
- Philippe Starck
- Richard Sapper
- Michael Graves